# Casey Donovan
Casey Donovan (2. listopadu 1943, East Bloomfield, USA – 10. srpna 1987, Inverness, USA) byl americký herec účinkující v 70. a 80. letech 20. století v gay pornografických filmech. Po krátké kariéře učitele se zkušenostmi v modelingu se roku 1971 objevil ve filmu Boys in the Sand, který se stal legendou gay pornografie. Pokusy uchytit se v mainstreamovém filmu mu nevyšly, po dalších 15 let však zůstal hvězdou gay pornografického průmyslu. V 80. letech psal v magazínu Manshots sloupky nazvané „Letters to Casey“.